# Stenophylax zarathustra
Stenophylax zarathustra är en nattsländeart som beskrevs av Malicky 1982. Stenophylax zarathustra ingår i släktet Stenophylax och familjen husmasknattsländor. Inga underarter finns listade i Catalogue of Life.